# Harmothoe tenebricosa
Harmothoe tenebricosa är en ringmaskart som beskrevs av Moore 1910. Harmothoe tenebricosa ingår i släktet Harmothoe och familjen Polynoidae. Inga underarter finns listade i Catalogue of Life.